# Der Beirat der Bundesregierung Zivile Krisenprävention und Friedensförderung
Der Beirat der Bundesregierung Zivile Krisenprävention und Friedensförderung (abgekürzt: Beirat ZKP) ist ein unabhängiges wissenschaftliches Beratungsgremium, bestehend aus ca. 20 ehrenamtlichen Vertretern der internationalen Zusammenarbeit und Wissenschaft, Polizei und Militär, Nichtregierungsorganisationen, der Kirchen und politischen Stiftungen sowie Einzelpersönlichkeiten. Seine Aufgabe ist es, die Bundesregierung und den Ressortkreis Zivile Krisenprävention zu beraten, Deutschlands Friedensengagement strategisch wie praktisch zu stärken und zur gesellschaftlichen Sichtbarkeit der zivilen Krisenprävention beizutragen.

## Einberufung und Mandatsentwicklung
Der Beirat ZKP wurde im Rahmen der Verabschiedung des Aktionsplans „Zivile Krisenprävention“ von 2004 neben einem regierungsinternen Koordinierungsgremium, dem Ressortkreis Zivile Krisenprävention, als unabhängiges Beratungsgremium für die Bundesregierung eingerichtet. Ein internes Mandat wurde verfasst und der Beirat im Jahr 2005 zum ersten Mal einberufen. Mit der Verabschiedung der Leitlinien „Krisen verhindern, Konflikte bewältigen, Frieden fördern“ (Krisenleitlinien) im Jahr 2017, welche den Aktionsplan „Zivile Krisenprävention“ ablösten, wurde das Mandat des Beirats ausgeweitet, die Intensität der Beratungen vertieft und die Handlungsfähigkeit des Beirats erhöht. Somit umfasst das Kernmandat des Beirats ZKP die Beratung der Ressorts, die Entwicklung eigener konzeptioneller Beiträge sowie die Förderung des Austauschs mit der Fachöffentlichkeit.

## Aktivitäten des Beirats
Im Rahmen seiner fachlichen Beratungstätigkeit erarbeitet der Beirat ZKP Empfehlungen, nimmt zu übergeordneten politischen Entwicklungen und Anlässen Stellung, erstellt vom Auswärtigen Amt geförderte Studien und hält Veranstaltungen ab. Die wichtigste Veranstaltung ist der jährliche Berlin Peace Dialogue. Die Jahreskonferenz des Beirats ZKP bringt deutsche und internationale Experten aus Wissenschaft, Praxis und Politik zusammen.
Des Weiteren legt der Beirat ZKP eigene Arbeitsvorhaben fest, in deren Rahmen etwaige Publikationen und Projekte umgesetzt werden. Die Arbeitsvorhaben umfassen neben der übergeordneten Umsetzung der Leitlinien der Bundesregierung diverse Themen aus dem Bereich ziviler Krisenprävention, Friedensförderung und internationaler Konfliktbearbeitung, u. a.: Ziel- und Wirkungsanalyse der Mediation als Instrument der deutschen Außenpolitik; Menschenrechte; Konfliktbearbeitung in Osteuropa; Friedenspolitische Kohärenz deutscher Afrikapolitik; Öffentliche Kommunikation und Zivile Krisenprävention; Wirkungsanalyse des deutschen Afghanistan-Engagements; Gender; Frieden und Sicherheit; Schutzzonen.
Jedes Jahr tagt der Beirat ZKP viermal in gemeinsamen Sitzungen mit dem Ressortkreis Zivile Krisenprävention.
Neben den allgemeinen Beratungstätigkeiten begleitete der Beirat ZKP eng die Weiterentwicklung der 2017 verabschiedeten Krisenleitlinien der Bundesregierung, welche derzeit überarbeitet werden.

## Sonstiges
Der Beirat ZKP versendet regelmäßig einen Newsletter und ist auf Social Media bei LinkedIn vertreten. Über diese Kanäle hält der Beirat ZKP die interessierte Öffentlichkeit und Fachcommunity über seine Aktivitäten sowie aktuelle Entwicklungen im Politikfeld ziviler Krisenprävention auf dem Laufenden.
Seit 2020 verfügt der Beirat ZKP über eine Koordinierungsstelle, die beim Förderprogramm zivik des ifa (Institut für Auslandsbeziehungen e.V.) angesiedelt ist, um ihn in seinen administrativen und organisationalen Aufgaben zu unterstützen.